# Wojciech Kaźmierczak (siatkarz)
Wojciech Kaźmierczak (ur. 11 czerwca 1982 w Inowrocławiu) – polski siatkarz, grający na pozycji środkowego. 

## Sukcesy klubowe
Puchar CEV:
- 2011

PlusLiga:
- 2011
- 2012

I liga:
- 2018, 2021, 2022[1], 2023[2], 2024[3]